# 穆加拉峰
43°9′9.13″N 2°40′46.19″W / 43.1525361°N 2.6794972°W

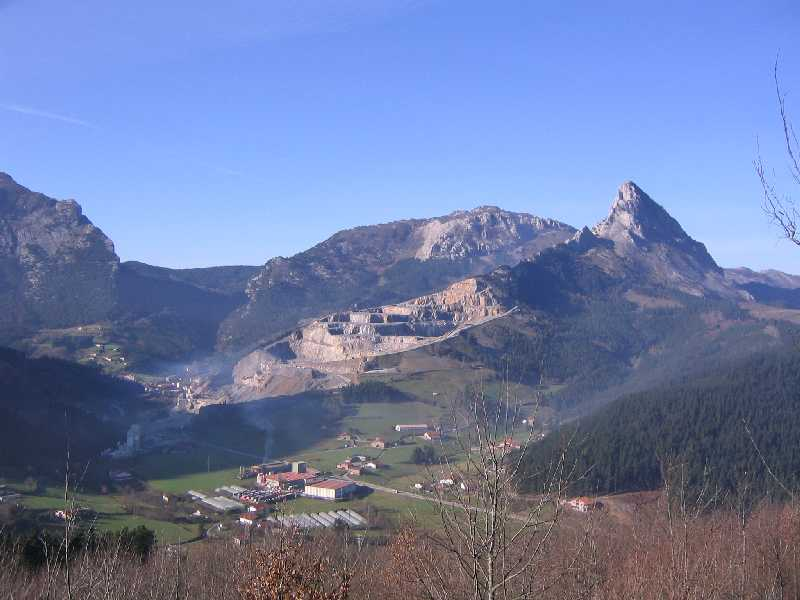

穆加拉峰（西班牙語：Mugarra），是西班牙的山峰，位於該國北部巴斯克自治區，屬於巴斯克山脈中烏爾基奧拉山脈的一部分，該山峰海拔高度936米。